# Plaça i monòlit de la diversitat sexual
La plaça i el monòlit de la diversitat sexual (castellà: Plaza y monolito de la diversidad sexual) de Montevideo, Uruguai, estan ubicats a la ciutat vella, al final del passatge Policía Vieja entre els carrers Sarandí i Bartolomé Mitre.
La inauguració oficial de la plaça i el seu monòlit commemoratiu va ser el 2 de febrer del 2005 presidida per l'intendent municipal Mariano Arana en presència dels col·lectius LGBT i de drets humans promotors de la iniciativa, així com d'intel·lectuals i d'artistes com l'escriptor Eduardo Galeano i la cantant Arlett Fernández. D'aquesta forma Montevideo es va convertir en la quarta ciutat del món i la primera de Llatinoamèrica a tenir una plaça dedicada a la diversitat sexual.
El monòlit és un prisma de base triangular d'una altura aproximada d'un metre. En la seva base superior inclinada hi ha una placa en forma de triangle equilàter invertit, a la manera dels triangles rosa i negre que els nazis van obligar a portar a gais i lesbianes, fet al qual també al·ludeix el marbre en rosa i negre del que està feta la placa. La inscripció de la placa diu: "Honrar la diversitat és honrar la vida. Montevideo pel respecte a tot gènere d'identitat i d'orientació sexual. Any 2005."
Des de la seva inauguració aquest lloc és l'origen de les concentracions de l'orgull gai de la ciutat.